# Kaui Hart Hemmings
Kaui Hart Hemmings, geboren als Kaui Johnston (* 1975 auf Hawaii), ist eine hawaiianische Schriftstellerin.

## Leben
Kaui Hart Hemmings wurde 1975 auf Hawaii geboren und wuchs bei ihrer Mutter auf. Als sie fünf Jahre alt war, heiratete ihre Mutter den international erfolgreichen Surfer und späteren Politiker Fred Hemmings. Er adoptierte seine Stieftochter im Alter von 11 Jahren und sie nahm seinen Nachnamen an.
Hemmings besuchte zunächst die Punahou School in Honolulu, anschließend das Colorado College und das Sarah Lawrence College in New York City. Danach erhielt sie ein Wallace-Stegner-Stipendium an der Stanford University in Palo Alto.
Ihr erster Roman Mit deinen Augen wurde in mehreren Ländern veröffentlicht und wurde 2011 als Film vom Regisseur Alexander Payne und Hauptdarsteller George Clooney veröffentlicht, siehe The Descendants – Familie und andere Angelegenheiten.
Hemmings ist verheiratet und hat zwei Kinder.

## Werke
- House of Thieves. Penguin Press, New York 2005, ISBN 1-59420-048-3.
- The Descendants. Random House, New York 2007, ISBN 978-1-4000-6633-9.
  - Mit deinen Augen. Übersetzt von Adelheid Zöfel. Diana-Verlag, München 2009, ISBN 978-3-453-35277-3.
- The Possibilities. Simon & Schuster, New York 2014, ISBN 978-1-4767-2579-6.
  - Für immer dein Lachen. Übersetzt von Irene Eisenhut und Adelheid Zöfel. Diana-Verlag, München 2014, ISBN 978-3-453-35836-2.